# Krasnopilka, Babanka
Krasnopilka (în ucraineană Краснопілка) este o comună în raionul Babanka, regiunea Cerkasî, Ucraina, formată numai din satul de reședință.

## Demografie
Componența lingvistică a comunei Krasnopilka
     Ucraineană (96,8%)
     Rusă (2,75%)
     Alte limbi (0,34%)
Conform recensământului din 2001, majoritatea populației comunei Krasnopilka era vorbitoare de ucraineană (96,8%), existând în minoritate și vorbitori de rusă (2,75%).